# Старе Ягино
Старе Я́гино (рос. Старое Ягино) — присілок у складі Шарканського району Удмуртії, Росія.

## Населення
Населення — 116 осіб (2010; 135 у 2002).
Національний склад станом на 2002:
- удмурти — 83 %

## Урбаноніми[3]
- вулиці — Колгоспна